# Tamarit (poble)
| \| \| s. XII — 1952 \| → \| |                                                 |   |
| Escut d'armes               |                                                 |   |
| Període històric            | Edat Medieval, Edat Moderna, Edat Contemporània |   |
| • Creació del municipi      | s. XII                                          |   |
| • Abandonament del poble    | finals del s. XIX                               |   |
| • Annexió a Tarragona       | 1952                                            |   |
|                             | s. XII — 1952                                   | → |

Tamarit va ser un antic poble del Tarragonès amb origen medieval, es va annexionar a Tarragona el 1952.

## Descripció
Es dividia en dos: la vila closa o la part dins de les muralles i la part fora de les muralles, a la part dins les muralles trobem set carrers i tres places. La muralla s'obria per quatre portes, de les quals se'n conserven dues, la de la Mora i la de la Creu. La part fora de les muralles és a l'indret entre el portal de la mora, el cim del turó (on hi ha una torre del s. XV) i els penya-segats de la platja, trobem l'existència de carrers, unes dotzenes de cases i de dos dipòsits (o cups) de planta circular. Les cases són cadascuna separades i eren petites, segurament amb un parell de cambres, que tenien una profunditat de 3 m. Podem trobar restes de murs on només es conserva una filada, també trobem alguns petits panys de murs fets amb pedres sense treballar o poc treballades.
|                  | Nord: Catllar         |                 |
| Oeste: Vila-seca | Tamarit               | Este: Altafulla |
|                  | Sur: Mar mediterrània |                 |

## Història
Durant el s. XII es va formar un vilatge al costat del Castell. El seu port va ser un dels més importants de l'edat mitjana a Catalunya, ⁣ Als inicis del segle XVII, la pirateria i les guerres afectaven negativament el poble i els seus habitants se'n van anar progressivament a altres veïnats propers, a finals del segle XIX a causa de les febres palúdiques generades per l'entollament de les aigües de pluja i del Gaià; la seva població es va traslladar a Altafulla i Ferran I a començament del segle XX el poble es trobava abandonat, el 1916 Charles Deering va comprar el castell i les ruïnes del poble, el 1952 es va annexionar a Tarragona.